# Kʼinich Kʼan Joy Chitam II
Kʼinich Kʼan Joy Chitam II, còn được gọi là Kan Xul II và Kʼan Hokʼ Chitam On II (644—721), là một nhà vua Maya của thành phố Palenque. Ông được lên ngôi vào ngày 5 tháng 11 năm 644 cho đến năm 721. Ông lên kế vị hoàng huynh là Kʼinich Kan Bahlam II. Cha ông là Kʼinich Janaab Pakal I ("Pacal Đại đế"), người mà đã tại vị 71 năm, và mẹ ông là phu nhân Tzʼakbu. Em trai ông có thể là Tiwol Chan Mat (648—680). Kʼinich Kʼan Joy Chitam dường như đã tại vị khoảng 19 năm. Ông bị Toniná (ở Ocosingo) bắt vào năm 711 và có thể bị hành quyết bởi kẻ cầm đầu, Kʼinich Baaknal Chaak hay sau đó đã được lấy lại vương quyền của mình. Ông được kế vị vào cuối năm 721 bởi Kʼinich Ahkal Moʼ Nahb III.